# Bernard Arnault
Bernard Arnault, född 5 mars 1949 i Roubaix, Nord, är en fransk affärsman som har rankats som världens rikaste man (per 3 augusti 2021) med en förmögenhet på över 195 miljarder dollar enligt Forbes. I maj 2023 blev han dock omsprungen av Elon Musk. Arnault har byggt världens största lyxvaruimperium, LVMH.
Bernard Arnault har tagit initiativ till bildandet av Fondation Louis Vuitton, som finansierats av LVMH och som 2008 till 2014 uppfört en stor konsthall i Bois de Boulogne i Paris.
Arnault äger megayachten Symphony.